# 20 augusti
20 augusti är den 232:a dagen på året i den gregorianska kalendern (233:e under skottår). Det återstår 133 dagar av året.

## Återkommande bemärkelsedagar

### Nationaldagar
- Ungerns nationaldag, S:t Istvans dag, till minne av landets första kung.

## Namnsdagar

### I den svenska almanackan
- Nuvarande – Bernhard och Bernt
- Föregående i bokstavsordning
  - Berna – Namnet infördes på dagens datum 1986, men utgick 1993.
  - Bernardus – Namnet fanns, till minne av den helige Bernhard av Clairvaux, på dagens datum under 1600-talet. 1700 flyttades det till 19 april och fick formen Bernhard.
  - Bernhard – Namnet flyttades, som tidigare nämnts, 1700 till 19 april. 1901 återfördes det till dagens datum och har funnits där sedan dess.
  - Bernt – Namnet infördes på dagens datum 1986 och har funnits där sedan dess.
  - Samuel – Namnet infördes, till minne av den gammaltestamentlige profeten Samuel, på dagens datum 1700, men flyttades 1901 till 1 september, där det har funnits sedan dess.
- Föregående i kronologisk ordning
  - Före 1700 – Bernardus
  - 1700–1900 – Samuel
  - 1901–1985 – Bernhard
  - 1986–1992 – Bernhard, Berna och Bernt
  - 1993–2000 – Bernhard och Bernt
  - Från 2001 – Bernhard och Bernt
- Källor
  - Brylla, Eva (red.). Namnlängdsboken. Gjøvik: Norstedts ordbok, 2000 ISBN 91-7227-204-X
  - af Klintberg, Bengt. Namnen i almanackan. Gjøvik: Norstedts ordbok, 2001 ISBN 91-7227-292-9

### Finlandssvenska almanackan
- Nuvarande från 1973[1] – Samuel, Sam
- I föregående revideringar[a][2]
  - 1929–1972 – Samuel

## Händelser
- 917 – Slaget vid Achelous (917), stort slag. Uppskattningsvis 122 000 soldater är inblandade från båda sidorna. Slaget står mellan Första bulgariska riket och Bysantinska riket. Förlusterna är massiva.
- 1922 – Första ordinarie Damolympiaden hålls. 5 nationer tävlar i Paris.
- 1953 – Sovjetunionen spränger sin första vätebomb.
- 1959 – Första lyftet av regalskeppet Vasa.
- 1960 – Republiken Senegal lämnar Malifederationen.[3]
- 1989 – Bröderna Lyle och Erik Menendez skjuter ihjäl sina föräldrar Jose och Kitty Menendez i familjens villa på Elm Drive i Beverly Hills, Los Angeles, Kalifornien, USA.
- 1991 – Estland förklarar sig självständigt från Sovjetunionen.
- 1995 – Tågolycka i Firozabad. 358 människor omkommer.
- 2008 – Den dödligaste flygolyckan under år 2008 inträffar då Spanair Flight 5022 havererar. 154 människor omkommer.
- 2016 – Ett bombattentat inträffar i Gaziantep, Turkiet. 57 människor omkommer och 66 skadas av vilka 14 mycket kritiskt.

## Födda
- 1085 – Boleslav III, polsk kung.
- 1561 – Jacopo Peri, italiensk kompositör, kallad ”operans fader”.
- 1730 – Johan Liljencrantz, svensk statsman, greve, Gustav III:s ”finansminister”.
- 1755 – Toussaint-Bernard Émeric-David, fransk arkeolog och konsthistoriker.
- 1779 – Jöns Jacob Berzelius, kemist, medlem av Svenska Akademien 1837.
- 1791 – Robert Fredrik von Kraemer, svensk friherre, landshövding i Uppsala län 1830–1862.
- 1795 – Robert F. Stockton, amerikansk militär och demokratisk politiker, senator 1851–1853.
- 1799 – Heinrich von Gagern, tysk politiker.
- 1833 – Benjamin Harrison, amerikansk politiker, USA:s president 1889–1893.
- 1834 – Francis T. Nicholls, amerikansk militär och politiker.
- 1843 – Kristina Nilsson, svensk sångare med internationell karriär.
- 1851 –  Abraham Berge, norsk politiker, statsminister 1923-1924.
- 1860
  - Raymond Poincaré, fransk politiker, Frankrikes president 1913–1920.
  - Henry T. Rainey, amerikansk demokratisk politiker, talman i USA:s representanthus 1933–1934.
- 1884 – Forrest C. Donnell, amerikansk republikansk politiker.
- 1886 – Paul Tillich, tysk protestantisk teolog.
- 1890 – H.P. Lovecraft, amerikansk författare.
- 1891 – Shiso Kanaguri, japansk löpare.
- 1892 – George Aiken, amerikansk republikansk politiker, senator 1941–1975.
- 1893 – Robert Humphreys, amerikansk demokratisk politiker, senator 1956.
- 1898
  - Vilhelm Moberg, svensk författare.
  - Julius Schaub, tysk SS-officer; SS-Obergruppenführer, Hitlers chefsadjutant.
- 1901 – Salvatore Quasimodo, italiensk författare, mottagare av Nobelpriset i litteratur 1959.
- 1904 – Gustav Sandgren, svensk författare.
- 1906 – Hans Aumeier, tysk SS-officer, krigsförbrytare.
- 1913 – Roger W. Sperry, amerikansk psykobiolog, mottagare av Nobelpriset i fysiologi eller medicin 1981.
- 1923 – Jim Reeves, amerikansk countrysångare.
- 1925 – Henning Larsen, dansk arkitekt.
- 1929 – Gerda Antti, svensk författare.
- 1930
  - Folke Asplund, svensk skådespelare.
  - Robert Wareing, brittisk parlamentsledamot för Labour.
- 1933 – George J. Mitchell, amerikansk demokratisk politiker och jurist.
- 1936 – Hideki Shirakawa, japansk kemist, mottagare av Nobelpriset i kemi 2000.
- 1937 – Runar Martholm, svensk skådespelare.
- 1940 – Rubén Hinojosa, amerikansk demokratisk politiker, kongressledamot 1997–2017.
- 1941 – Slobodan Milošević, jugoslavisk expresident.
- 1942
  - Isaac Hayes, amerikansk soulsångare, kompositör, musiker och skådespelare.
  - Göran "Pisa" Nicklasson, svensk fotbollsspelare.
- 1944 – Michael B. Tretow, svensk artist och ljudtekniker åt Abba.
- 1946 – Ralf Hütter, tysk musiker, sångare i Kraftwerk.
- 1948 – Robert Plant, brittisk musiker, sångare i hårdrocksgruppen Led Zeppelin.
- 1949 – Phil Lynott, irländsk musiker, ledare för hårdrocksgruppen Thin Lizzy.
- 1951 – Lars Väringer, svensk skådespelare.
- 1958 – Nigel Dodds, nordirländsk politiker, parlamentsledamot 2001–2019.
- 1961 – Dilek Gür, svensk teaterregissör.
- 1962
  - James Marsters, amerikansk skådespelare.
  - Robert Nordmark, svensk ishockeyspelare, VM-guld och kopia av Svenska Dagbladets guldmedalj 1987.
- 1966
  - Kathy Castor, amerikansk demokratisk politiker, kongressledamot 2007–.
  - Dimebag Darrell amerikansk gitarrist i Pantera, Damageplan.
- 1968
  - Klas Ingesson, svensk fotbollsspelare, VM-brons och kopia av Svenska Dagbladets guldmedalj 1994.
  - Waldemar Stoffel, tysk konstnär.
- 1970 – Fredrik Hiller, svensk skådespelare.
- 1974 – Amy Adams, amerikansk skådespelare.
- 1980 – Sebastian Zelle, svensk musiker, medlem i Natural Ex och Supernatural.
- 1981 – Ben Barnes, brittisk skådespelare.
- 1992 – Demi Lovato, amerikansk skådespelare, låtskrivare och sångare.

## Avlidna
- 984 – Johannes XIV, född Pietro Canepanora, påve
- 1153 – Bernhard av Clairvaux, fransk abbot, kyrkolärare och helgon
- 1386 – Bo Jonsson (Grip), svensk väpnare och riksråd, drots
- 1528 – Georg von Frundsberg, tysk riddare och landsknekt
- 1639 – Martin Opitz, tysk skald och smaklärare
- 1672 – Johan de Witt, nederländsk politiker, rådspensionär
- 1823 – Pius VII, född Barnaba Niccolò Maria Luigi Chiaramonti, påve
- 1837 – Bengt Sparre, svensk greve och generallöjtnant
- 1854 – Friedrich Schelling, tysk filosof
- 1893 – Rudolf Wall, svensk tidningsman, grundare av Dagens Nyheter
- 1907 – John I. Mitchell, amerikansk republikansk politiker
- 1913 – Émile Ollivier, fransk politiker, konseljpresident
- 1914 – Pius X, född Giuseppe Melchiorre Sarto, påve
- 1915 – Paul Ehrlich, tysk medicine professor och mottagare av Nobelpriset i fysiologi eller medicin 1908
- 1917 – Adolf von Baeyer, tysk kemist, mottagare av Nobelpriset i kemi 1905
- 1940 – Sven Olsson i Labbemåla, svensk lantbrukare och politiker (folkpartist)
- 1942 – Rudolf Spielmann, österrikisk schackspelare
- 1948 – Carl Hårleman (friidrottare), svensk militär, försäkringstjänsteman, gymnast, friidrottare (stavhopp) och idrottsledare från Västerås
- 1950 – Frank L. Smith, amerikansk republikansk politiker
- 1955 – Vilhelm Lundstedt, svensk socialdemokrat och rättsfilosof
- 1961 – Percy W. Bridgman, amerikansk fysiker, mottagare av Nobelpriset i fysik 1946
- 1962 – Hermann Höfle, tysk SS-officer
- 1968 – Roger C. Peace, amerikansk demokratisk politiker och publicist, senator
- 1974 – Sven-Olof Sandberg, svensk sångare och sångtextförfattare som medverkat i TV- och filmroller
- 1978 – C. William O'Neill, amerikansk republikansk politiker och jurist, guvernör i Ohio
- 1980 – Naemi Briese, svensk sångare och skådespelare
- 1982 – Ulla Jacobsson, svensk skådespelare
- 1997 – Nils Hansén, svensk kompositör, musikarrangör och kapellmästare
- 2001 – Fred Hoyle, brittisk astronom och science fiction-författare
- 2003 – Ian MacDonald, brittisk författare och musikkritiker
- 2007 – Leona Helmsley, amerikansk hotell- och fastighetsentreprenör
- 2008 – Hua Guofeng, kinesisk politiker och premiärminister
- 2012
  - Phyllis Diller, amerikansk skådespelare och komiker
  - Dom Mintoff, maltesisk politiker, premiärminister
  - Meles Zenawi, etiopisk politiker, president, premiärminister
- 2014
  - Joseph J. Fauliso, amerikansk politiker, viceguvernör i Connecticut
  - B.K.S. Iyengar, indisk yoga-guru
- 2017 – Jerry Lewis, amerikansk skådespelare, komiker, filmproducent, manusförfattare och regissör
- 2021 – Igor Vovkovinskiy, ursprungligen ukrainare bosatt i USA. USA:s längsta person 2010–2021